# Clemens August Ferdinand von Galen zu Assen
Clemens August Ferdinand von Galen zu Assen (* 14. Juni 1720 in Herdringen; † 24. September 1747 in Clemenswerth) war Kämmerer und Domherr in Münster.

## Leben

### Herkunft und Familie
Das uralte westfälische Adelsgeschlecht von Galen gehört zu den bedeutendsten Familien im Hochstift Münster, aus denen zahlreiche bedeutende und namhafte Persönlichkeiten hervorgegangen sind. Im 16. Jahrhundert sympathisierte es teilweise mit der Reformation, wurde später wieder katholisch.
Clemens August Ferdinand von Galen wurde als Sohn des Wilhelm Ferdinand von Galen und seiner Frau Reichsfreiin Maria Henrica von Fürstenberg zu Herdringen (1696–1742) geboren. Nach ihrem Tod heiratete sein Vater am 10. Februar 1748 in Münster Sophie Louise von Merveldt zu Westerwinkel (1730–1810). Aus dieser Ehe gingen die Kinder Clemens August Josef (1748–1820) und Maria (* 1752, ⚭ Maximilian von Ketteler) hervor.
Clemens August wurde nur 27 Jahre alt und in der Familiengruft in Dinklage bestattet.

### Werdegang und Wirken
Mit dem Erhalt der Tonsur am 10. November 1727 wurde Clemens August Ferdinand auf ein geistliches Amt vorbereitet und erhielt Ende des Jahres die Galensche Familienpräbende in Münster, in deren Besitz sein verstorbener Onkel Ferdinand Benedikt war. Mitte Januar 1728 erhielt er die erste Galensche Familienpräbende in Minden. Bevor er ein Studium in Salzburg und in Italien aufnahm, war er Kanoniker in Dülmen und Vikar am Dom in Münster. Am 12. Dezember 1740 wurde er zum Kämmerer ernannt. Im Mai 1742 immatrikulierte er an einer Universität in Paris.